# Hiram na Alaala
Hiram na Alaala é uma telenovela filipina exibida pela GMA Network do dia 22 de setembro de 2014 a 9 de janeiro de 2015, estrelada por Dennis Trillo, Kris Bernal, Lauren Young e Rocco Nacino.

## Elenco

### Elenco principal
- Dennis Trillo como Ivan Legaspi
- Kris Bernal como Andrea 'Andeng' Dizon
- Lauren Young como Bethany Lagdameo
- Rocco Nacino como Joseph 'Otep' Corpuz

### Elenco de apoio
- Jackie Lou Blanco como Regina Legazpi
- Allan Paule como Xander Dizon
- Lotlot de Leon como Annabelle Sta. Cruz
- Nina Ricci Alagao como Martina Sandoval
- Shyr Valdez como Araceli Corpuz
- Dexter Doria como Yolanda Sison
- Antonio Aquitania como Benedict Corpuz
- Julie Lee como Gelai
- Kenneth Paul Cruz como Lito Corpuz
- Jenny Rose como Krissy Corpuz
- Rap Fernandez como Bruno
- Kiel Rodriguez como Rod
- Sheena Halili como Yasmin Perez-Corpuz
- Benjamin Alves como Kevin Luna

### Participação especial
- Valerie Concepcion como Tricia Legazpi